# Copa Libertadores (U-20) 2018
Die Copa Libertadores (U-20) 2018, (span.: Copa Libertadores Sub-20 de 2018), war die vierte Austragung des internationalen Fußballwettbewerbs für U20-Mannschaften südamerikanischer Vereine. Der Wettbewerb wurde vom südamerikanischen Fußballverband CONMEBOL organisiert.

## Teilnehmende Mannschaften
Die folgenden Mannschaften nahmen an der Copa Libertadores Sub-20 2018 teil:
| Land        | Verein                  | Qualifikationsgrund                              |
| ----------- | ----------------------- | ------------------------------------------------ |
| Argentinien | Club Atlético Talleres  | Torneio National da Cuarta Divisão 2017 Gewinner |
| Bolivien    | Club Quebracho          | Torneio Nacional Sub-20 2017 Gewinner            |
| Brasilien   | FC São Paulo            | Titelverteidiger                                 |
| Brasilien   | Cruzeiro Belo Horizonte | Supercopa Sub-20 de 2017 Gewinner                |
| Chile       | CSD Colo-Colo           | Nacional Fútbol Joven ANFP Sub-19 2017 Gewinner  |
| Kolumbien   | La Equidad              | Supercopa Juvenil FCF 2017 Gewinner              |
| Ecuador     | Independiente del Valle | Torneio Sub-18 „A“ 2017 Gewinner                 |
| Paraguay    | Club Libertad           | Absoluto Sub-19 2017 Gewinner                    |
| Peru        | Sport Huancayo          | Torneo de Promoción y Reserva 2017 Gewinner      |
| Uruguay     | Nacional Montevideo     | Anual Sub-19 2017 Gewinner                       |
| Uruguay     | River Plate Montevideo  | Anual Sub-19 de 2017 Zweitplatzierter            |
| Venezuela   | Atlético Venezuela      | Serie Oro Sub-20 2017 Gewinner                   |

## Gruppenphase
Die Gruppenphase startete am 10. und endete am 18. Februar 2018.

### Gruppe A
| Pl. | Verein                 | Sp. | S | U | N | Tore    | Diff. | Punkte |
| --- | ---------------------- | --- | - | - | - | ------- | ----- | ------ |
| 1.  | FC São Paulo           | 3   | 2 | 1 | 0 | 013:200 | +11   | 07     |
| 2.  | Club Atlético Talleres | 3   | 2 | 1 | 0 | 006:100 | +5    | 07     |
| 3.  | Atlético Venezuela     | 3   | 1 | 0 | 2 | 004:100 | −6    | 03     |
| 4.  | Club Quebracho         | 3   | 0 | 0 | 3 | 001:110 | −10   | 0      |

| 1. Spieltag (10. Februar) |           |                        |                    |
| FC São Paulo              | 6:0 (3:0) | Club Quebracho         | Estadio Centenario |
| Atlético Venezuela        | 0:3 (0:1) | Club Atlético Talleres | Estadio Centenario |
| 2. Spieltag (13. Februar) |           |                        |                    |
| FC São Paulo              | 6:1 (1:0) | Atlético Venezuela     | Estadio Centenario |
| Club Quebracho            | 0:2 (0:1) | Club Atlético Talleres | Estadio Centenario |
| 3. Spieltag (16. Februar) |           |                        |                    |
| Club Atlético Talleres    | 1:1 (0:0) | FC São Paulo           | Estadio Centenario |
| Club Quebracho            | 1:3 (1:2) | Atlético Venezuela     | Estadio Centenario |

### Gruppe B
| Pl. | Verein                  | Sp. | S | U | N | Tore    | Diff. | Punkte |
| --- | ----------------------- | --- | - | - | - | ------- | ----- | ------ |
| 1.  | River Plate Montevideo  | 3   | 2 | 1 | 0 | 002:000 | +2    | 07     |
| 2.  | Club Libertad           | 3   | 1 | 2 | 0 | 005:300 | +2    | 05     |
| 3.  | La Equidad              | 3   | 1 | 1 | 1 | 004:400 | ±0    | 04     |
| 4.  | Cruzeiro Belo Horizonte | 3   | 0 | 0 | 3 | 002:600 | −4    | 0      |

| 1. Spieltag (11. Februar) |           |                         |                    |
| Club Libertad             | 3:1 (1:1) | Cruzeiro Belo Horizonte | Estadio Centenario |
| River Plate Montevideo    | 1:0 (0:0) | La Equidad              | Estadio Centenario |
| 2. Spieltag (14. Februar) |           |                         |                    |
| Club Libertad             | 0:0       | River Plate Montevideo  | Estadio Centenario |
| Cruzeiro Belo Horizonte   | 1:2 (1:1) | La Equidad              | Estadio Centenario |
| 3. Spieltag (17. Februar) |           |                         |                    |
| La Equidad                | 2:2 (0:0) | Club Libertad           | Estadio Centenario |
| Cruzeiro Belo Horizonte   | 0:1 (0:1) | River Plate Montevideo  | Estadio Centenario |

### Gruppe C
| Pl. | Verein                  | Sp. | S | U | N | Tore    | Diff. | Punkte |
| --- | ----------------------- | --- | - | - | - | ------- | ----- | ------ |
| 1.  | Nacional Montevideo     | 3   | 2 | 1 | 0 | 013:000 | +13   | 07     |
| 2.  | Independiente del Valle | 3   | 2 | 1 | 0 | 011:100 | +10   | 07     |
| 3.  | CSD Colo-Colo           | 3   | 1 | 0 | 2 | 002:100 | −8    | 03     |
| 4.  | Sport Huancayo          | 3   | 0 | 0 | 3 | 001:160 | −15   | 0      |

| 1. Spieltag (12. Februar) |           |                         |                    |
| Independiente del Valle   | 6:1 (1:0) | Sport Huancayo          | Estadio Centenario |
| CSD Colo-Colo             | 0:5 (0:3) | Nacional Montevideo     | Estadio Centenario |
| 2. Spieltag (15. Februar) |           |                         |                    |
| Independiente del Valle   | 5:0 (2:0) | CSD Colo-Colo           | Estadio Centenario |
| Sport Huancayo            | 0:8 (0:4) | Nacional Montevideo     | Estadio Centenario |
| 3. Spieltag (18. Februar) |           |                         |                    |
| Nacional Montevideo       | 0:0       | Independiente del Valle | Estadio Centenario |
| Sport Huancayo            | 0:2 (0:1) | CSD Colo-Colo           | Estadio Centenario |

## Finalrunde
|  | Halbfinale               | Halbfinale               |                          |       | Finale                   | Finale                   |
|  |                          |                          |                          |       |                          |                          |
|  | FC São Paulo             | 0                        |                          |       |                          |                          |
|  | Nacional Montevideo      | 3                        |                          |       |                          |                          |
|  | 21. Februar – Montevideo |                          |                          |       |                          |                          |
|  |                          |                          | 24. Februar – Montevideo |       |                          |                          |
|  | Nacional Montevideo      | 2                        |                          |       |                          |                          |
|  |                          | Independiente del Valle  | 1                        |       |                          |                          |
|  |                          |                          |                          |       |                          |                          |
|  | Spiel um Platz drei      |                          |                          |       |                          |                          |
|  | 21. Februar – Montevideo | 21. Februar – Montevideo | FC São Paulo             | 1 (4) |                          |                          |
|  | River Plate Montevideo   | 2                        | River Plate Montevideo   | 1 (5) |                          |                          |
|  | Independiente del Valle  | 3                        |                          |       | 24. Februar – Montevideo | 24. Februar – Montevideo |

### Halbfinale
| Datum       |                        | Ergebnis  |                         | Ort                |
| ----------- | ---------------------- | --------- | ----------------------- | ------------------ |
| 21. Februar | FC São Paulo           | 0:3 (0:1) | Nacional Montevideo     | Estadio Centenario |
| 21. Februar | River Plate Montevideo | 2:3 (0:1) | Independiente del Valle | Estadio Centenario |

### 3. Platz
| Datum       |              | Ergebnis              |                        | Ort                |
| ----------- | ------------ | --------------------- | ---------------------- | ------------------ |
| 24. Februar | FC São Paulo | 1:1 (0:1) (4:5 i. E.) | River Plate Montevideo | Estadio Centenario |

### Finale
| Datum       |                     | Ergebnis  |                         | Ort                |
| ----------- | ------------------- | --------- | ----------------------- | ------------------ |
| 24. Februar | Nacional Montevideo | 2:1 (1:1) | Independiente del Valle | Estadio Centenario |